# Stetten (Lörrach)
Stetten è una frazione (Stadtteil) della città di Lörrach, nel land del Baden-Württemberg, in Germania.

## Storia
Già comune autonomo, fu soppresso e incorporato a Lörrach il 1º aprile 1908.